# 中心市街地
中心市街地（ちゅうしんしがいち）とは、都市における地域の中心となる地区である。昼間人口が集中し、商業、行政機能が充実している地域を指す。オフィス街や繁華街・歓楽街などの都市機能を内包する。中心業務地区（CBD）が類義語。
日本の大都市圏の場合、中心市街地はターミナル駅や地下鉄駅付近に複数箇所に形成される一方で、地方都市の場合はJRのターミナル駅から1〜2kmほど離れた旧城下町や門前町付近に位置している場合が多い（その場合、私鉄や路面電車やバス等が鉄道駅や郊外から中心市街地へのアクセスを担っている）。
モータリゼーションとそれに伴う郊外化の進行に伴い、地方都市の中心市街地は百貨店や総合スーパー（GMS）の撤退など衰退傾向が続いている。また、少子高齢化の時代背景もあり、コンパクトシティを目指す自治体では近年、都市観光、まちなか併任、歩いて暮らせるまちづくり等、中心市街地の活性化に向けた取り組みが行われている。地価高騰に伴うドーナツ化現象で中心市街地の人口は減少していたが、近年は中心部のタワーマンションの建設などによる都心回帰の影響で、人口が増加している中心市街地も見られる。

## 日本

### 沿革
かつて日本の多くの地方都市では職住が混在し、人口・雇用が中心部に密集していた。高度経済成長期になると郊外一戸建て志向が強まったため、中心市街地から郊外に移る人口が増え、人口集中地区が拡大した（ドーナツ化現象）。1980年代頃には、人口が増えた郊外に小売業・生活関連サービス業の店舗が増え、商業機能の郊外化が発生した。それに伴い、店舗を主な取引先とする卸売業・事業所サービス業事務所なども郊外へと移動し、中心市街地には老舗小売店・地元百貨店・金融機関（駅・官公庁への近接性を重視）・大企業支店などが残された。
しかし、バブル景気の崩壊で消費性向の変化が起こり、支店縮小もあって、中心部で経済活動を行う企業は減少した。そのため、1990年代には多くの都市で、中心部のシャッター通りが起き、空き店舗・駐車場ばかりが目立つようになった。
1990年代末頃になると、東京圏で業務空間再編やマンション開発が増加し、人口や産業が中心部に戻る「都心回帰」と呼ばれる現象が見られる様になった。2000年代以降は、地方の県庁所在地・中小都市でもタワーマンションによる都市再開発がおこなわれ、程度に差はあるものの、地方でも都心回帰が生じているとされる。

### 市街地のまちづくり
国土交通省（旧建設省所管）都市局都市政策課では市街地のまちづくり活性事業として、以下のとおり都市行政の基本方針を示している。
- 都市計画制度の運用による総合的、計画的な都市整備の推進･････制度の充実による的確な運用を図るとともに、都市計画を活用し、道路・公園・下水道等の都市基盤施設の整備、土地区画整理事業、市街地再開発等を総合的、計画的に、かつ、うるおいのある住環境を備えた活力にあふれたまちづくりを、用途地域制度の整備、公共施設が十分備わった市街地整備と土地有効利用の促進のための誘導容積制度、住民の意見を十分反映つつ具体的なまちづくりビジョンをきめ細かく定める市町村の都市計画に関する基本的な方針の創設、といった基本方針をもって推進を図るとしている。
- 緑の保全・創出、良好な都市景観の形成等の推進と併せた総合的、計画的な都市間環境施策の推進。
- 地方拠点都市地域の総合的な整備の推進
- 街路、公園、下水道等の都市基盤施設の計画的整備と市街地再開発事業、土地区画整理事業の一層の充実、推進。
- 産業構造の高度化・ソフト化、ライフスタイルの多様化、国際化、高度情報化、高齢化等の経済・社会の新しい潮流に的確に対応した都市行政の展開や、まちづくりの中核となる商業地域における特定商業集積の整備の促進に対する支援など、経済・社会の変化に対応した都市整備の推進といった、経済・社会の変化を先取りした都市整備の推進
- 民間活力を活用した都市開発の推進
- 都市の防災構造化の推進

## ラテン・アメリカ
ラテン・アメリカでは規模の大小にかかわらず、建設時の都市計画には共通点がある。まず中心部に広場を作り、その周りに教会と役所を配置した。中心部から離れた地域ほど貧しい地区が形成されていった。